# Általános célú programozási nyelv
Az informatikában az általános célú programozási nyelvek olyan programozási nyelvek, amiket széleskörűen fel lehet használni szoftverek írására. Sok esetben ez csak annyit jelent, hogy nem tartalmaz olyan nyelvi konstrukciókat, amik egy-egy szakterület igényeinek kielégítésére szolgálnak (pl. egy lapleíró nyelv tartalmaz olyan konstrukciókat, amik a szöveg és a képek lapon belüli elrendezését kezelik).
A szakterület-specifikus nyelvek konkrét szakterületek igényeinek kielégítésére születtek.
A következő felsorolás általános célú programozási nyelveket tartalmaz:
- Ada
- Assembly
- BASIC
- Boo
- C
- C++
- C#
- Clojure
- COBOL
- D
- Dart
- Erlang
- F#
- Fortran
- Go
- Java
- JavaScript
- LISP
- Lua
- Pascal
- PL/I
- Perl
- PHP
- Pike
- Python
- RPG (Report Program Generator)
- Ruby
- Scala
- Swift
- Tcl

## Lásd még
- Általános célú jelölőnyelv
- Általános célú modellezési nyelv

## Fordítás
Ez a szócikk részben vagy egészben a General-purpose programming language című angol Wikipédia-szócikk ezen változatának fordításán alapul.  Az eredeti cikk szerkesztőit annak laptörténete sorolja fel. Ez a jelzés csupán a megfogalmazás eredetét és a szerzői jogokat jelzi, nem szolgál a cikkben szereplő információk forrásmegjelöléseként.